# Herrenhausen-Stöcken
Herrenhausen-Stöcken is een stadsdistrict ten noordwesten van het centrum van de Duitse stad Hannover.

Situering Herrenhausen-Stöcken in de stad Hannover

## Indeling, bevolkingscijfers, bestuur
Dit stadsdistrict is één van de in totaal 13 Stadtbezirke die samen de stad Hannover vormen.
Herrenhausen-Stöcken had per 31 december 2020 in totaal 37.543 inwoners. Het bestaat uit de volgende stadsdelen:
- Burg (3.748 inwoners)
- Herrenhausen (8.478); is sinds 1891, maar de omgeving van het kasteel is pas sinds 1928 een stadsdeel van Hannover
- Ledeburg/Nordhafen (6.413); in de jaren-1920 ontstane woon- en industriewijken
- Leinhausen (3.546); sinds 1928 een stadsdeel van Hannover
- Marienwerder (2.452); sinds 1928 een stadsdeel van Hannover
- Stöcken (12.906); sinds 1907 een stadsdeel van Hannover.

Het stadsdistrict wordt bestuurd door een districtsraad (Bezirksrat) van 19 leden, die uit haar midden de burgemeester kiest. Deze raad wordt bij gemeenteraadsverkiezingen eenmaal per 5 jaar (o.a. in 2021 en 2016) rechtstreeks door de stemgerechtigde inwoners gekozen.

### Bevolkingsontwikkeling

De grafiek toont de bevolkingsontwikkeling in het district Herrenhausen-Stöcken sinds 1 januari 2005.

## Infrastructuur
Belangrijke verkeerswegen in het stadsdistrict zijn de Autobahn A2 en de Bundesstraße 6, die elkaar kruisen bij afrit 42 van de A2, Hannover-Herrenhausen.
Stadsdeel Burg heeft een stoptreinstation aan de spoorlijn Hannover - Celle en de lijn naar Station Minden. Het bevindt zich ruim 3 km ten westen van station Hannover Hauptbahnhof.
Ook de S-Bahn van Hannover (lightrailtreinen, lijnen S4 en S5, station Hannover-Ledeburg) en de Stadtbahn van Hannover (trams en metro's; lijn 4 naar Marienwerder en Garbsen; lijn 5 naar Stöcken en lijn 6 naar Nordhafen) doen het stadsdistrict aan.
Het stadsdeel Nordhafen heeft een gelijknamige binnenhaven voor de vrachtscheepvaart aan het Mittellandkanaal.
Ten zuidwesten van Herrenhausen en Leinhausen loopt de hier sterk meanderende rivier de Leine.

## Industrie en nijverheid

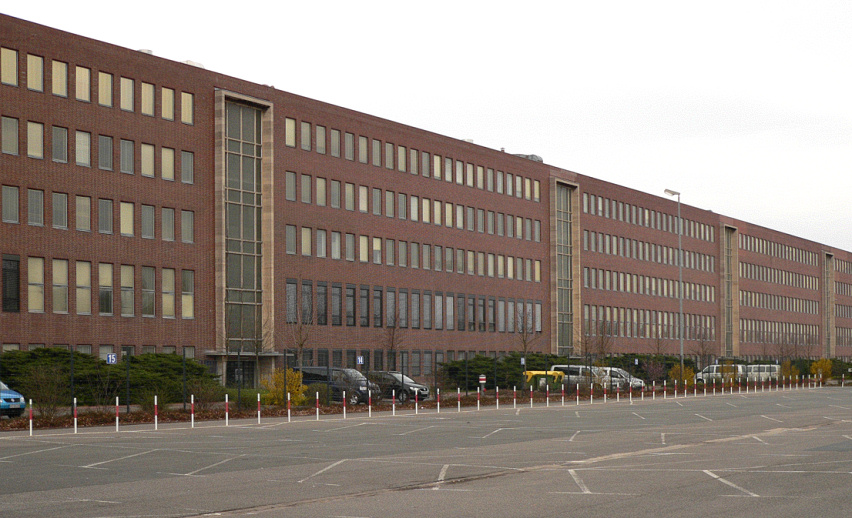
Kantoorgedeelte VW-bestelautofabriek
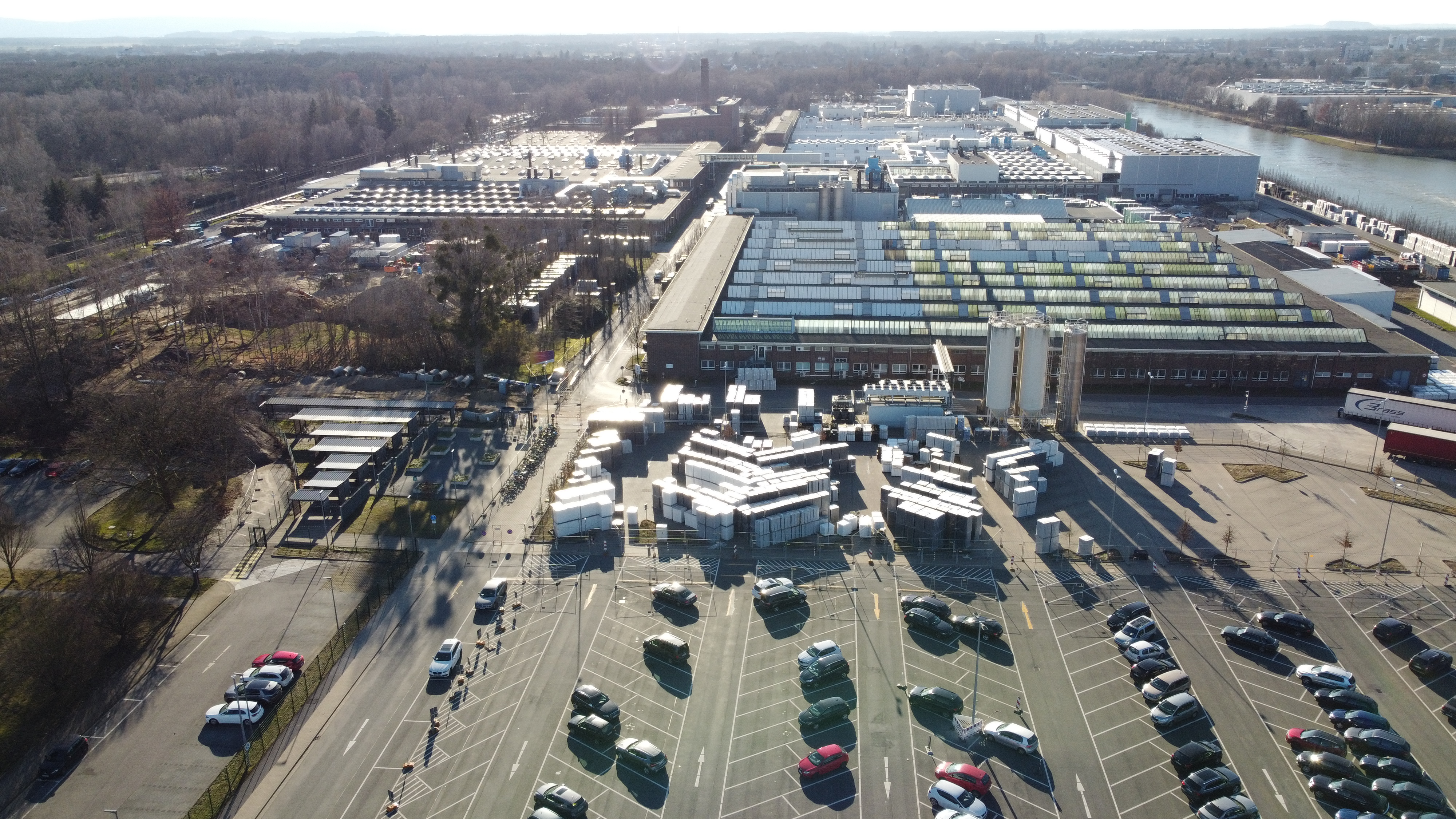
Accu- en batterijenfabriek Clarios Varta Hannover
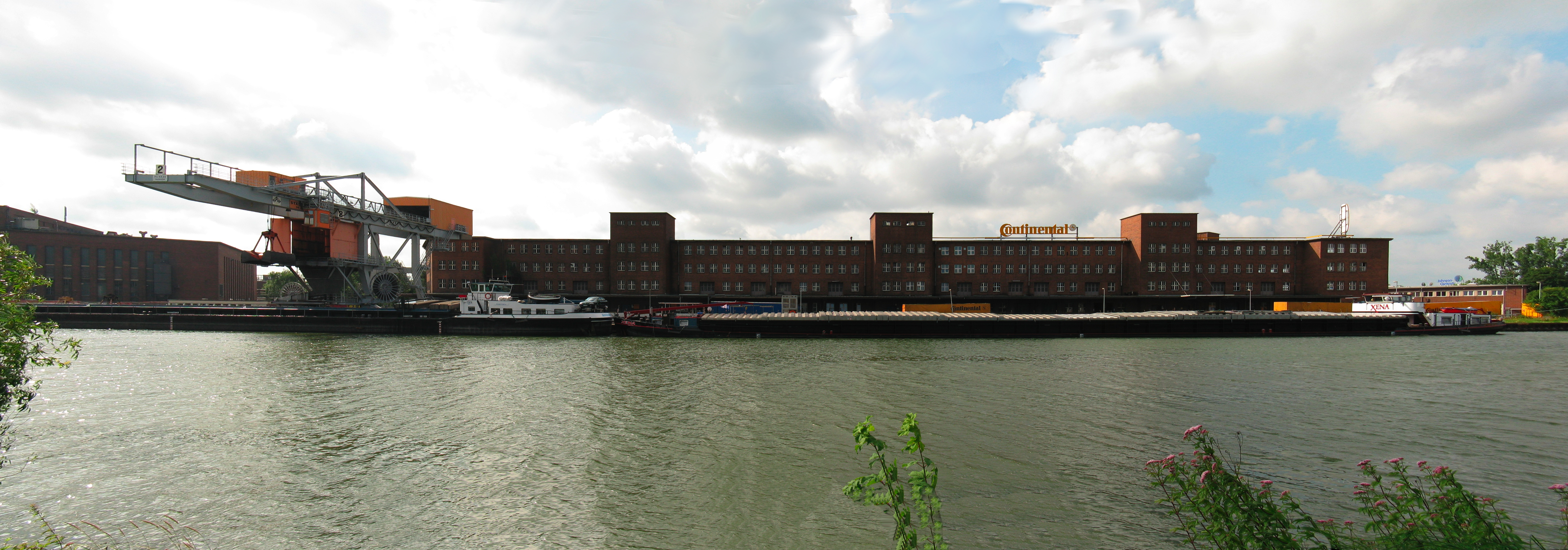
Bandenfabriek Continental, vanaf de overkant van het Mittellandkanaal

In Herrenhausen-Stöcken is reeds sinds het einde van de 19e eeuw belangrijke industrie gevestigd. De belangrijkste bedrijven in het stadsdeel zijn:
- een fabriek van Volkswagen AG te Stöcken, aan de zuidoever van het Mittellandkanaal, waar o.a. bestelauto's worden gebouwd. In 2021 werkten hier, op het 110 hectare grote bedrijfsterrein, rond 15.000 mensen.
- een bandenfabriek van Continental AG, direct ten westen van de VW-fabriek
- een fabriek van accu's en batterijen van Clarios/Varta, direct ten westen van de Continental-fabriek.

Op een groot terrein ten noorden van Leinhausen ligt een uitgestrekt emplacement van de Hannover S-Bahn en Stadtbahn, met onderhoudswerkplaatsen e.d.. Van 1874 tot 1992 lag hier één van de grootste werkplaatsen voor locomotieven en ander spoorwegmaterieel van geheel Duitsland, waar duizenden mensen een baan hadden. Leinhausen was tientallen jaren een speciale woonlocatie voor het hier werkzame spoorwegpersoneel.
Ten noordoosten van het vroegere station Leinhausen staat een grote warmte-krachtcentrale, die aan de energievoorziening van de gehele stad Hannover bijdraagt. Vroeger was dit een grote kolencentrale, Kraftwerk Herrenhausen.

## Stadsdeel Burg
In 1274 wordt deze plaats voor het eerst in een document vermeld. Hertog Johan I van Brunswijk-Lüneburg schonk in dat jaar een boerenbedrijf ten westen van een Burg Gernandesburg aan het Heilige-Geest-hospitaal te Hannover. Van deze, op een heuveltje gelegen, Gernandesburg is niets bewaard gebleven.

## Stadsdeel Herrenhausen
Dit ligt in het zuidoosten van het stadsdistrict Herrenhausen-Stöcken, en telt circa 8.100 inwoners. Naast het kasteel en de tuinen (zie hieronder) zijn hier vermeldenswaard:
- enige gebouwen van de Universiteit van Hannover, met name de faculteitsgebouwen voor Architectuur en Landschap en voor Natuurwetenschappen.
- het nationaal hoofdkantoor van de Evangelische Kerk in Duitsland
- de grootste rioolwaterzuiveringsinstallatie van de stad
- een grote bierbrouwerij

### Kasteel en kasteeltuinen van Herrenhausen
De Herrenhäuser Gärten ('tuinen van Herrenhausen') in Hannover bestaan uit vier aanpalende maar afzonderlijk tuinen: Großer Garten, Berggarten, Georgengarten en Welfengarten.
De Große Garten (grote tuin) in Herrenhausen is een van de belangrijkste baroktuinen in Europa. Deze vormt het historisch centrum van het tuincomplex; een grote, ongeveer rechthoekige en door een gracht omgeven tuin. Aan de noordzijde stond het 17e-eeuwse, in de 18e eeuw nog uitgebreide, barokkasteel Schloss Herrenhausen dat bij bombardementen op 18 oktober 1943 vernield werd. Het kasteel is met middelen van de Volkswagenstichting herbouwd. De eerste steen werd gelegd op 6 juni 2011, de opening werd gevierd op 18 januari 2013.
In 2006 werd in de nabijgelegen Berggarten ook het Sea Life-aquarium geopend.
Het herbouwde kasteel doet hoofdzakelijk dienst als (wetenschappelijk) congrescentrum. Op de eerste etage is een grootse banketzaal aanwezig, waar zo nu en dan de Duitse regering belangrijke gasten ontvangt. Een gedeelte van het gebouw huisvest een dependance van het Historische Museum van Hannover. De bijbehorende wetenschappelijke bibliotheek met de naam Königliche Gartenbibliothek Herrenhausen is van groot belang voor wie de geschiedenis van de plantkunde en de tuinaanleg , met name over de periode 1650-1918, wil bestuderen.

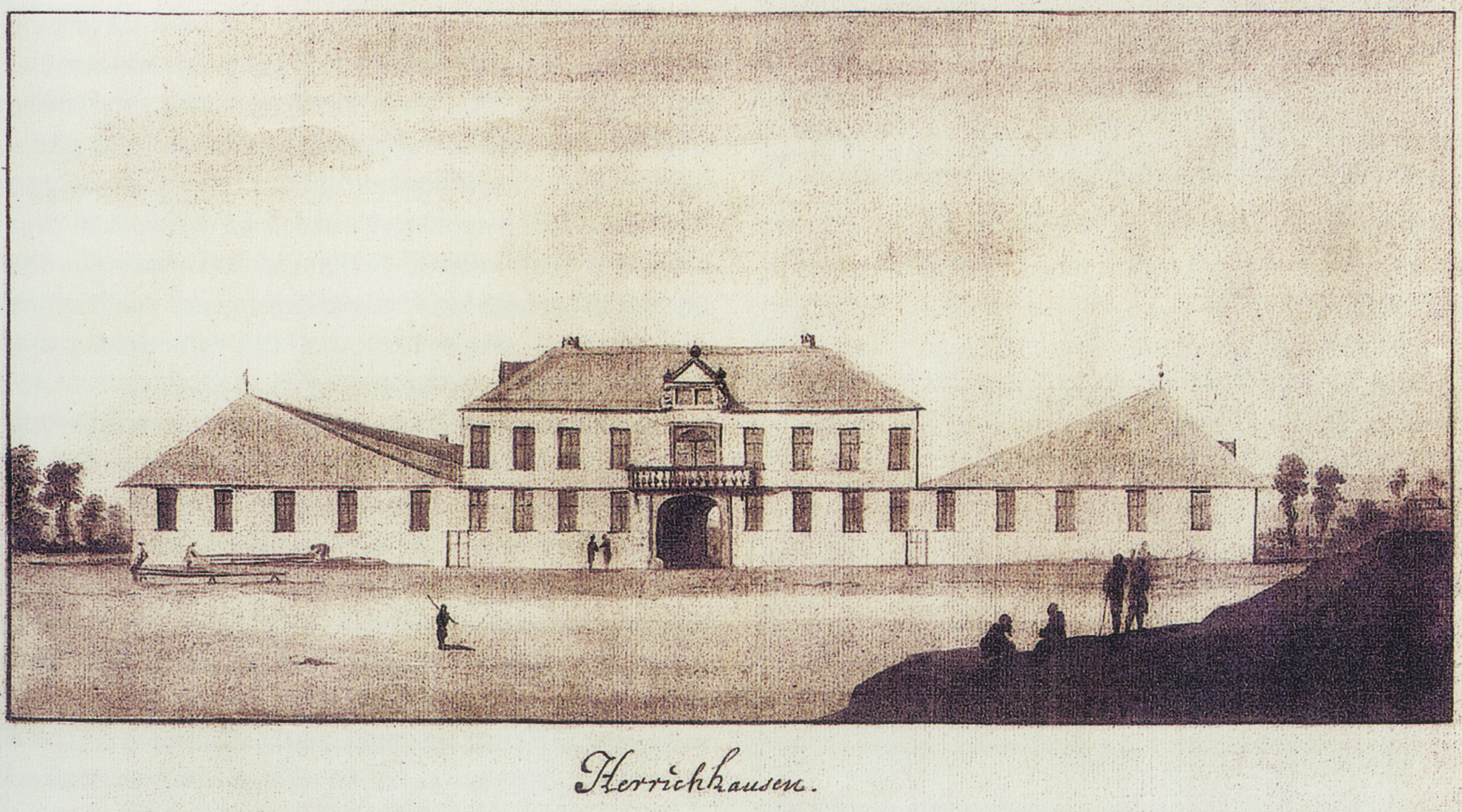
Kasteel Herrenhausen, rond 1670
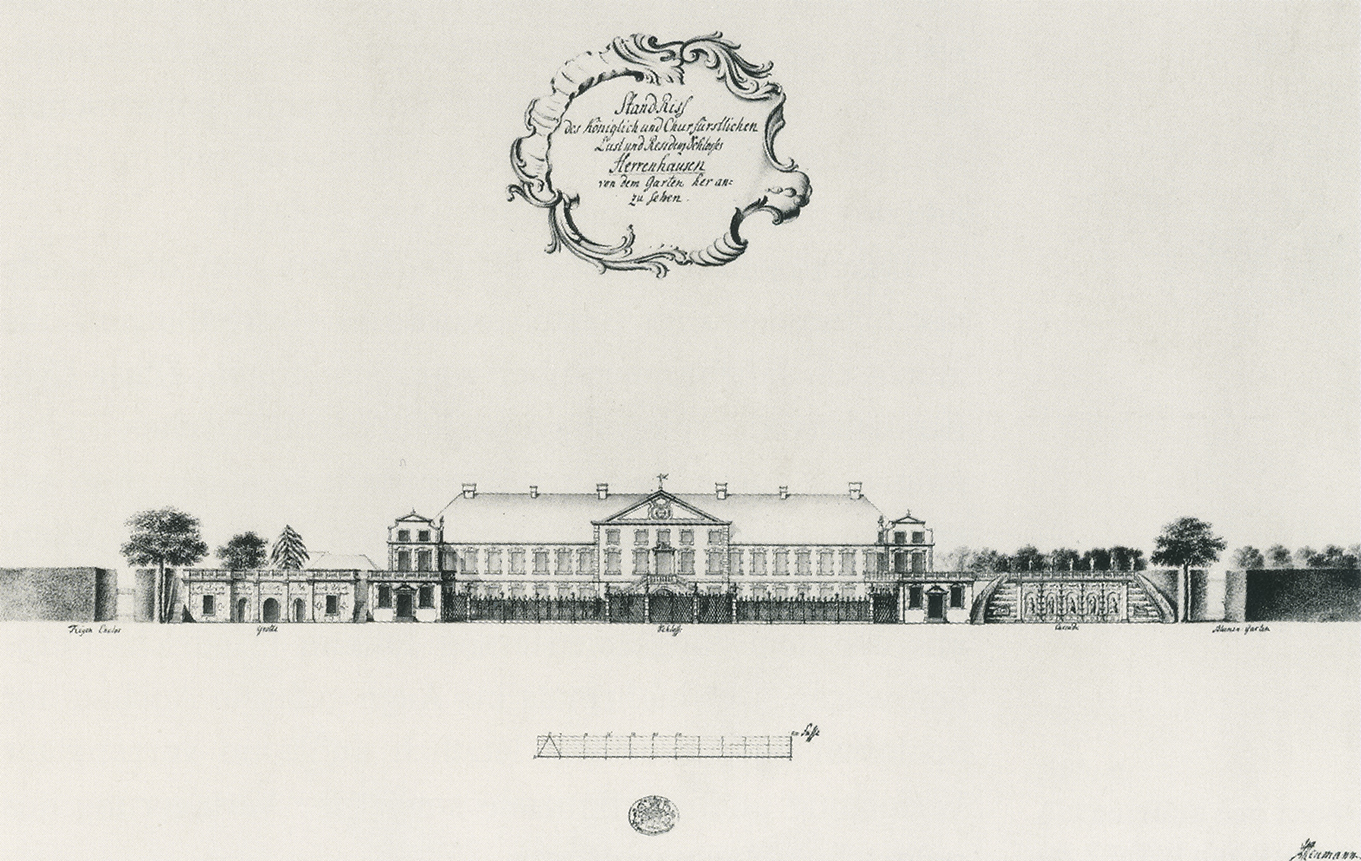
Idem in 1725
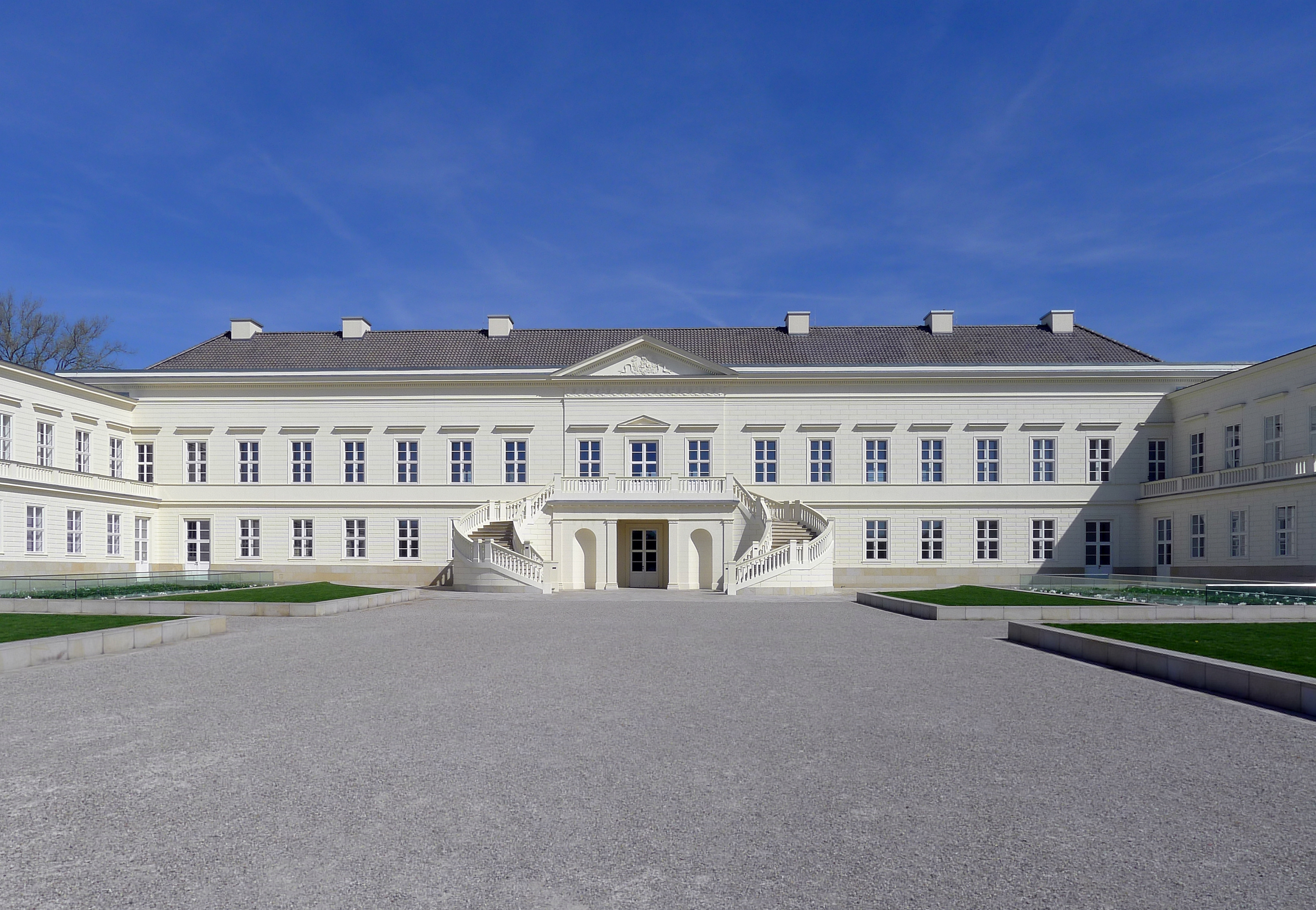
Het herbouwde kasteel, gezien vanaf de kant van de tuinen
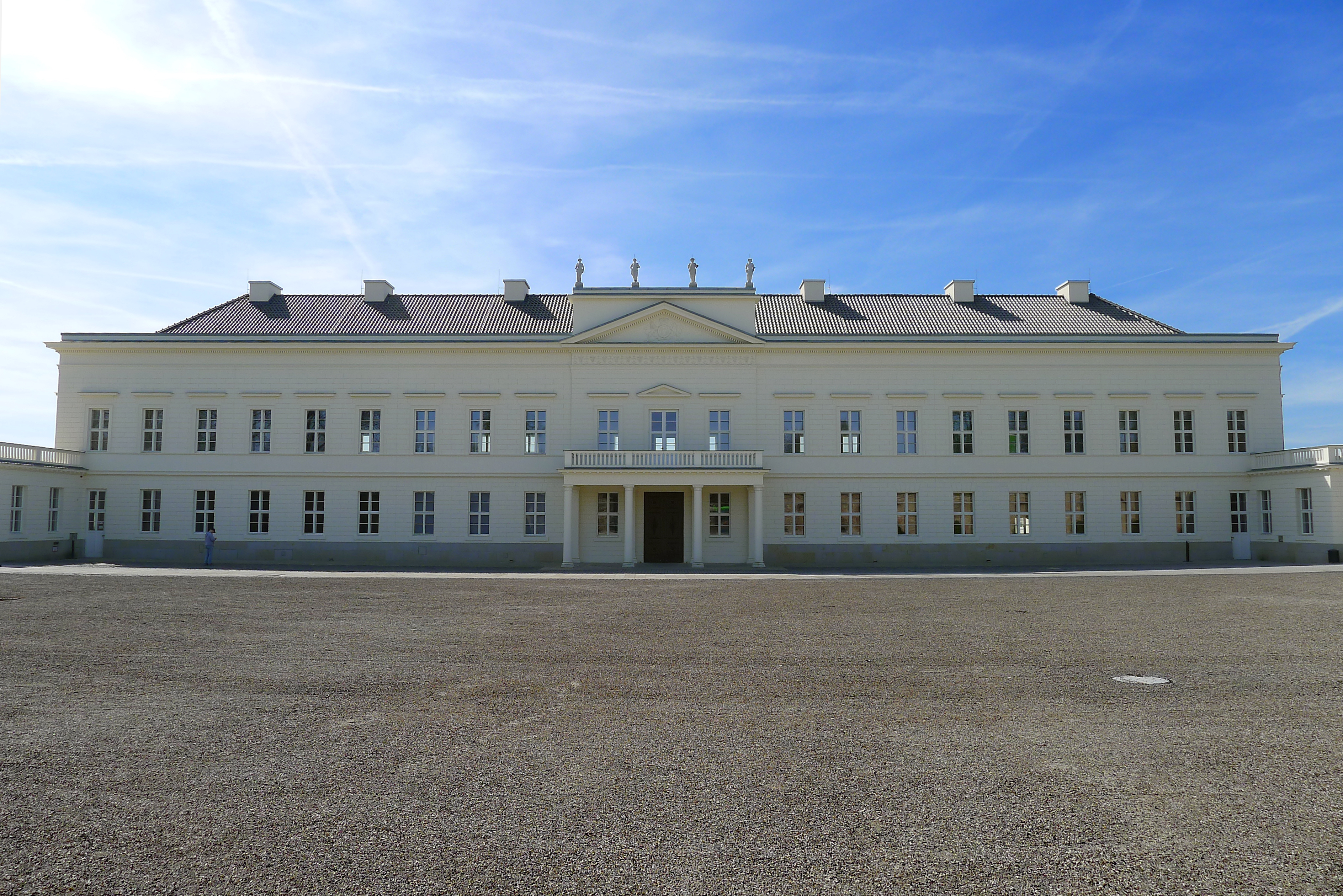
Het herbouwde kasteel, gezien vanaf de kant van de zgn. Ehrenhof
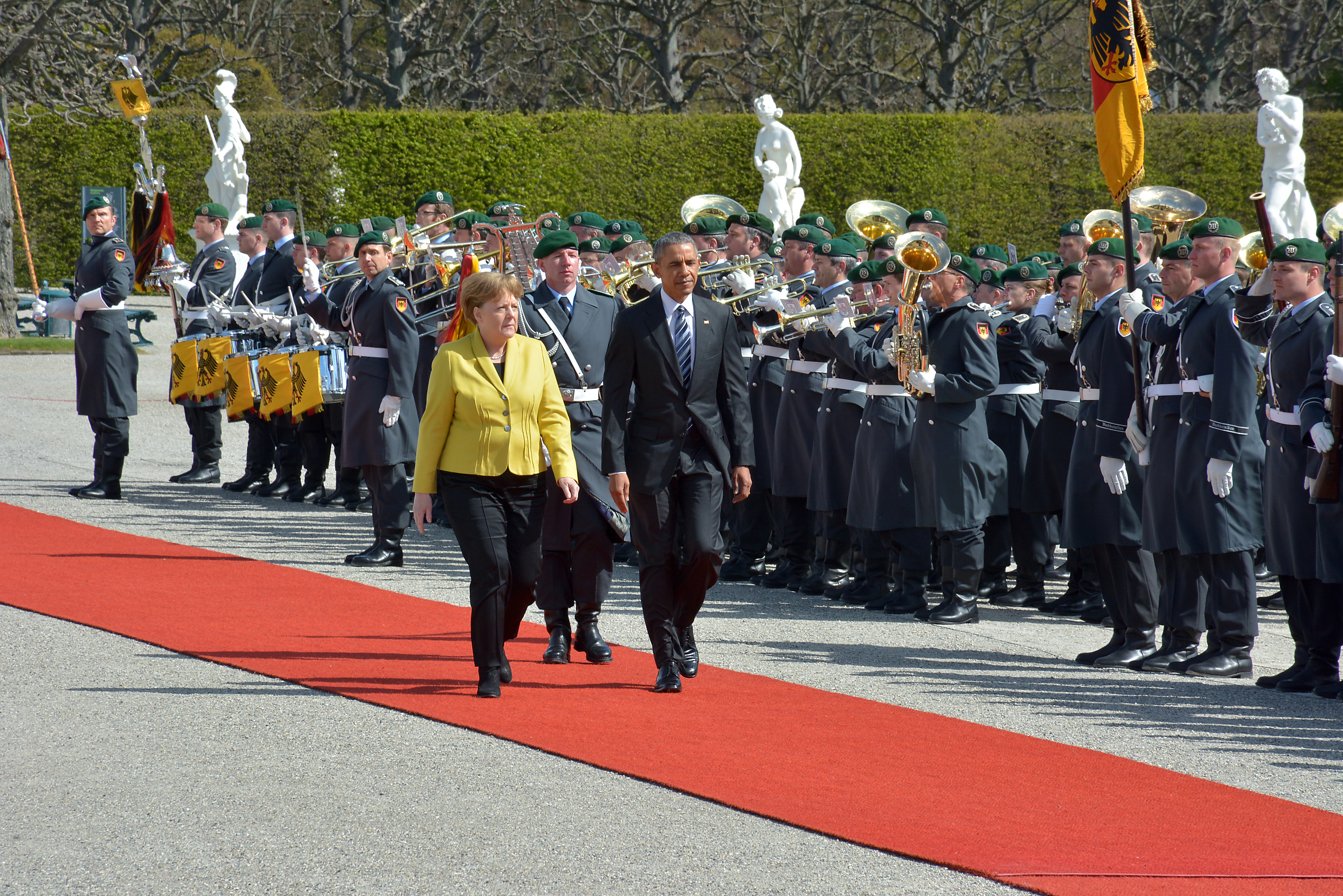
Bondskanselier Angela Merkel ontvangt president Barack Obama van de Verenigde Staten met militaire eer voor het kasteel (2016)

## Stadsdeel Marienwerder
Dit in het uiterste noordwesten van het beschreven gebied gelegen stadsdeel dankt zijn bestaan aan het 12e-eeuwse Klooster Marienwerder, waarvan de kloosterkerk (gebouwd tussen 1196 en 1200 in romaanse bouwstijl) cultuur- en architectuurhistorisch belangrijk is. Het is het oudste kerkgebouw van de stad Hannover.
Het klooster, dat in 1803 geseculariseerd werd, is sindsdien een evangelisch-luthers sticht, waar een verpleeginstelling voor met name hoogbejaarde nonnen in is gevestigd. De kloosterkerk is voor de evangelisch-lutherse erediensten van de plaatselijke kerkgemeente in gebruik.
Dicht bij het klooster ligt het landschapspark Hinüberscher Garten, dat vrij toegankelijk is.

## Stadsdeel Stöcken
Te Stöcken staat sinds 2008 de Sami-moskee, een moskee van de islamitische geloofsgemeenschap Ahmadiyya Moslim Gemeenschap. De minaret is 16 meter hoog.
Te Stöcken ligt een zeer grote begraafplaats, de Stöckener Friedhof.

### Voormalig concentratiekamp Hannover-Stöcken

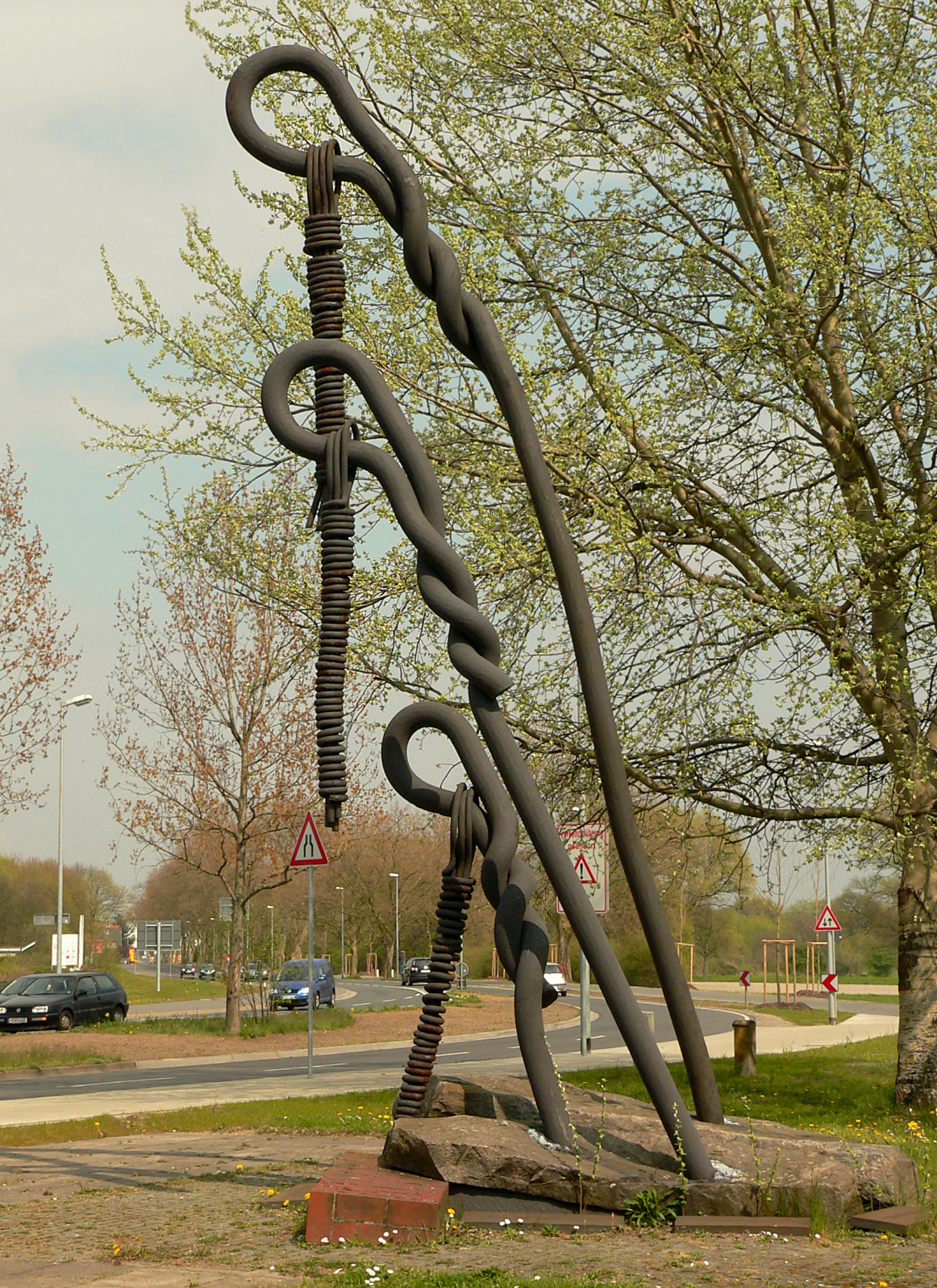
Monument (1987) ter gedachtenis aan de dwangarbeiders in KZ Hannover-Stöcken
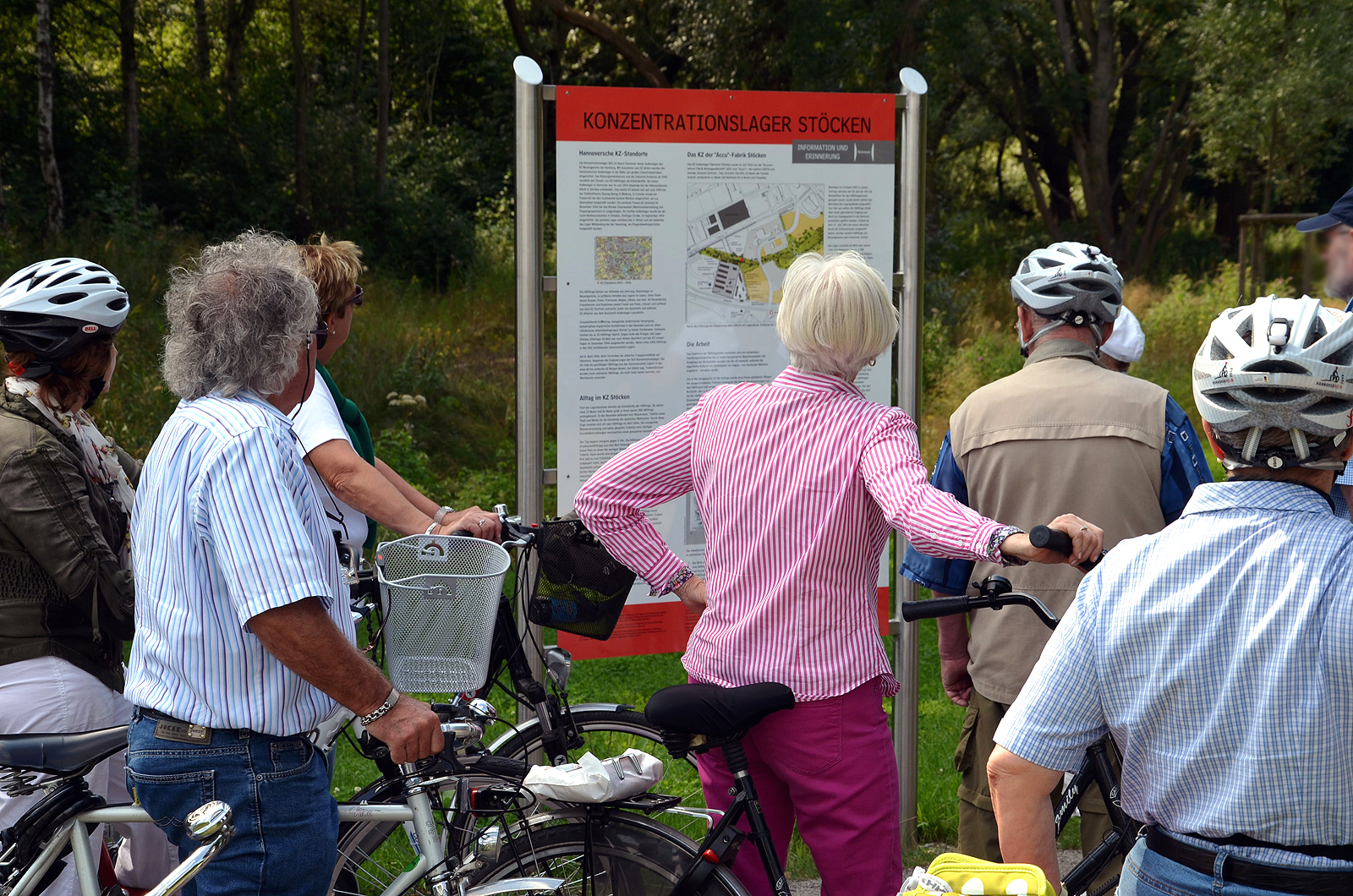
Deelnemers aan een fietstocht bezoeken het voormalige kamp (2013)

Ten tijde van Adolf Hitlers Derde Rijk en van de Tweede Wereldoorlog, en wel van 19 juli 1943 tot de bevrijding op 8 april 1945, bestond in de nabijheid van de batterijen- en accufabriek AFA (sinds 1962 Varta), een Außenlager van het nazi-concentratiekamp Neuengamme. De accufabriek stond tussen de stadsdelen Stöcken en Marienwerder. Het kamp lag op het 90 hectare grote fabrieksterrein, waar sedert 1938 accu's, en sedert 1940 specifiek batterijen en accu's voor de motoren van torpedo's en onderzeeërs gemaakt werden.
Het kamp heette officieel KZ Hannover-Stöcken (Akkumulatorenwerke). Het door de firma AFA en de SS geleide kamp werd "bewoond" door circa 15.000 dwangarbeiders, die er zwaar werk bij de productie van accu's e.d. moesten doen, onder slechte leefomstandigheden. De niet goed voor gevaarlijk werk geklede mannen moesten o.a. met gesmolten en dus kokendheet lood, met hete walsen en met bijtende chemicaliën werken. De AFA calculeerde in 1943 80 doden in dit kamp per maand in. Ten minste 403 gevangenen stierven door bedrijfsongevallen, mishandelingen e.d. Eén van de kampleiders was in 1944 de beruchte Hans Hermann Griem. Toen de geallieerden in april 1945 het kamp naderden, werden de gevangenen op een dodenmars gestuurd. Velen werden naar een veldschuur bij Gardelegen gebracht, waar zij door een massamoord, gepleegd door SS'ers (die de schuur in brand staken, met de nog levende gevangenen daarin), een gruwelijke dood stierven.
In 1987 richtte de beeldhouwer Hans-Jürgen Breuste in samenwerking met overlevenden van het kamp een opvallend gedenkteken voor de slachtoffers van dit kamp op. Het herdenkingscentrum staat buiten het fabrieksterrein.

## Afbeeldingen (exclusief het kasteel)

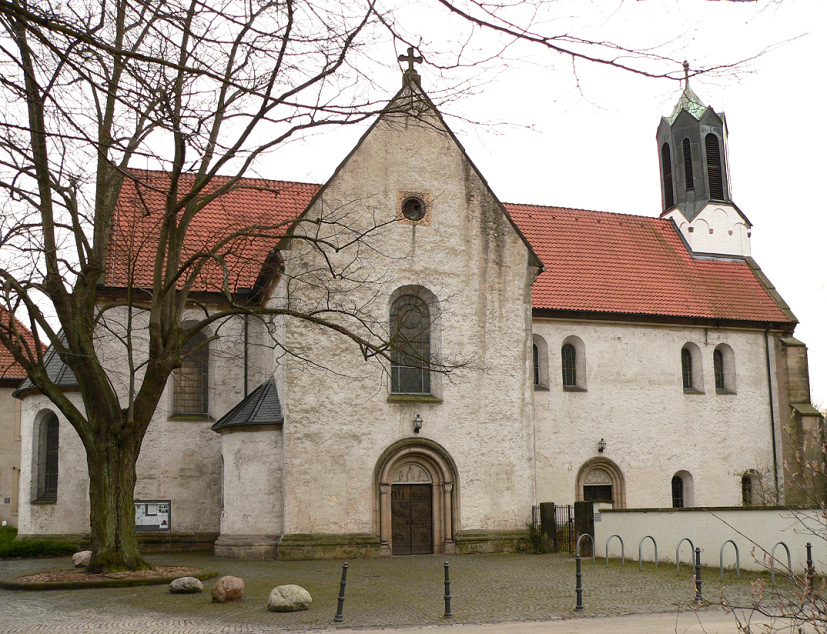
Kloosterkerk, Marienwerder
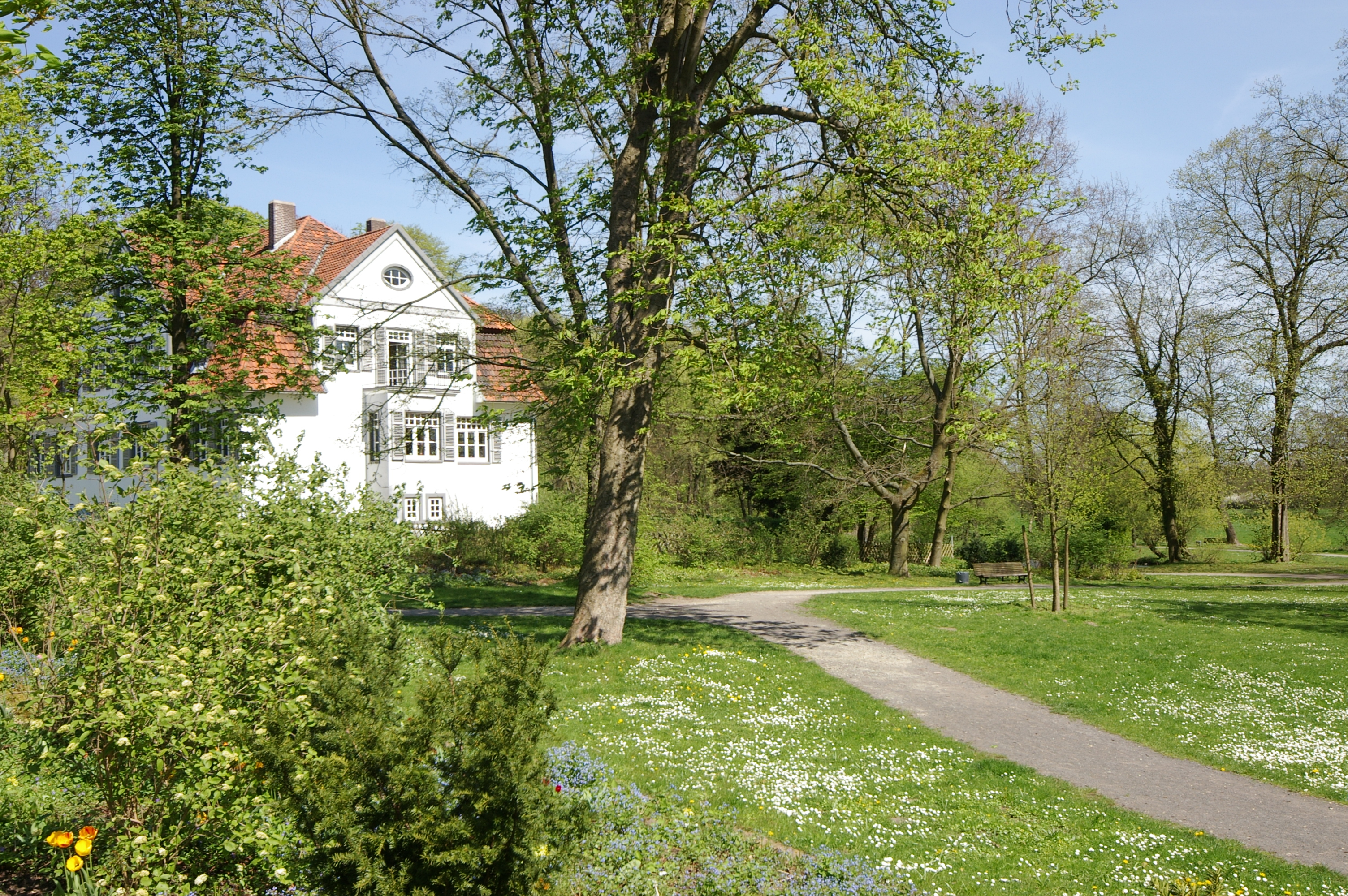
Hinüberscher Garten, Marienwerder
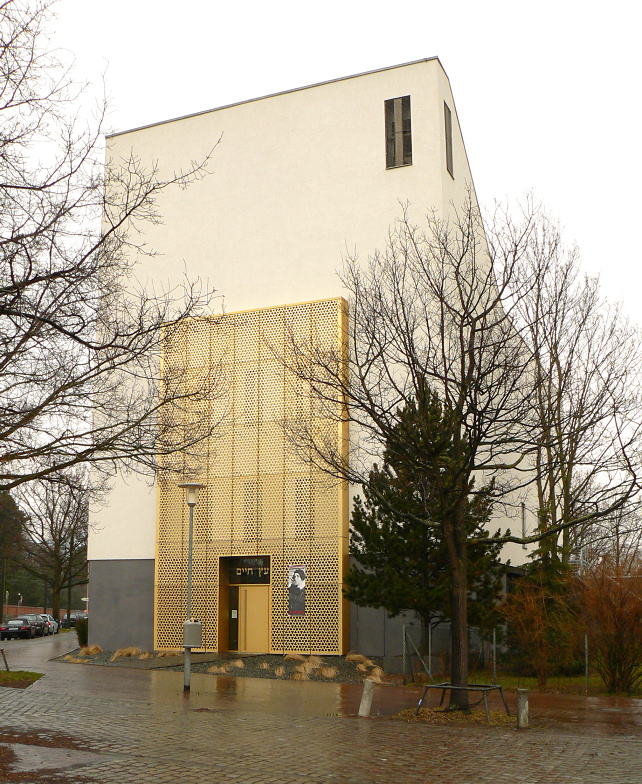
Synagoge liberaal-joodse gemeente, Leinhausen
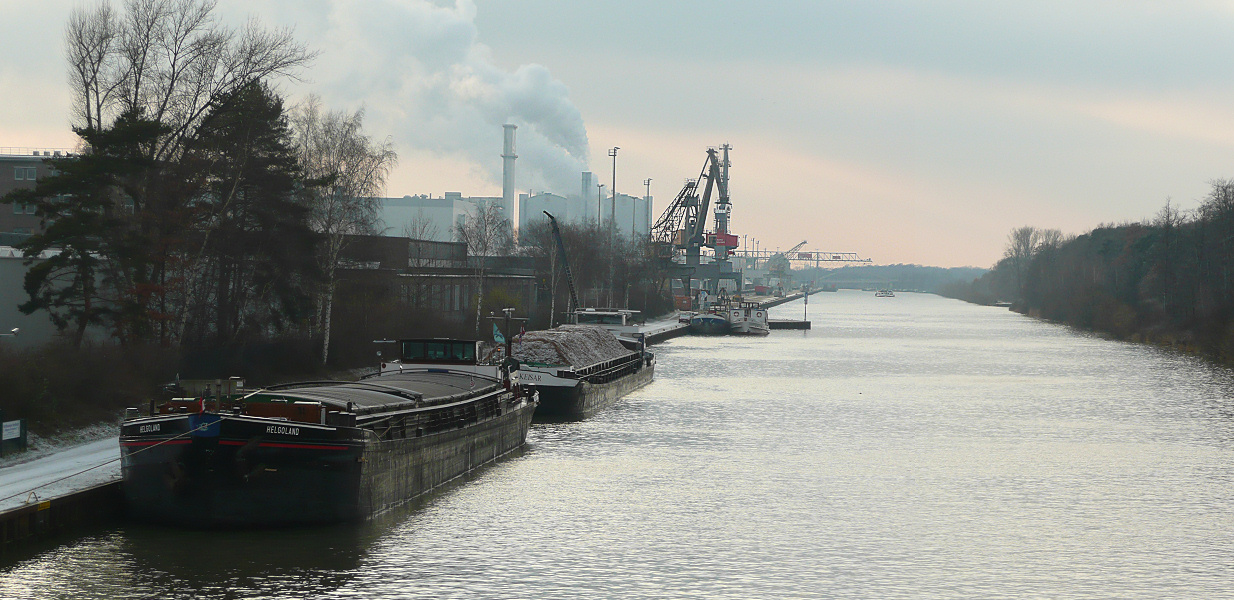
Binnenhaven aan het Mittellandkanaal Nordhafen
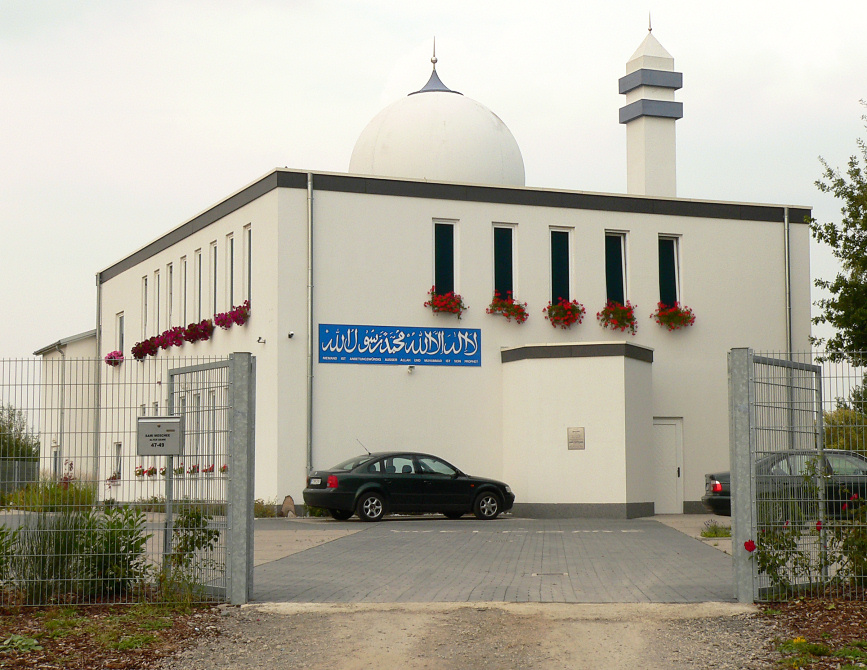
Sami-moskee, Stöcken
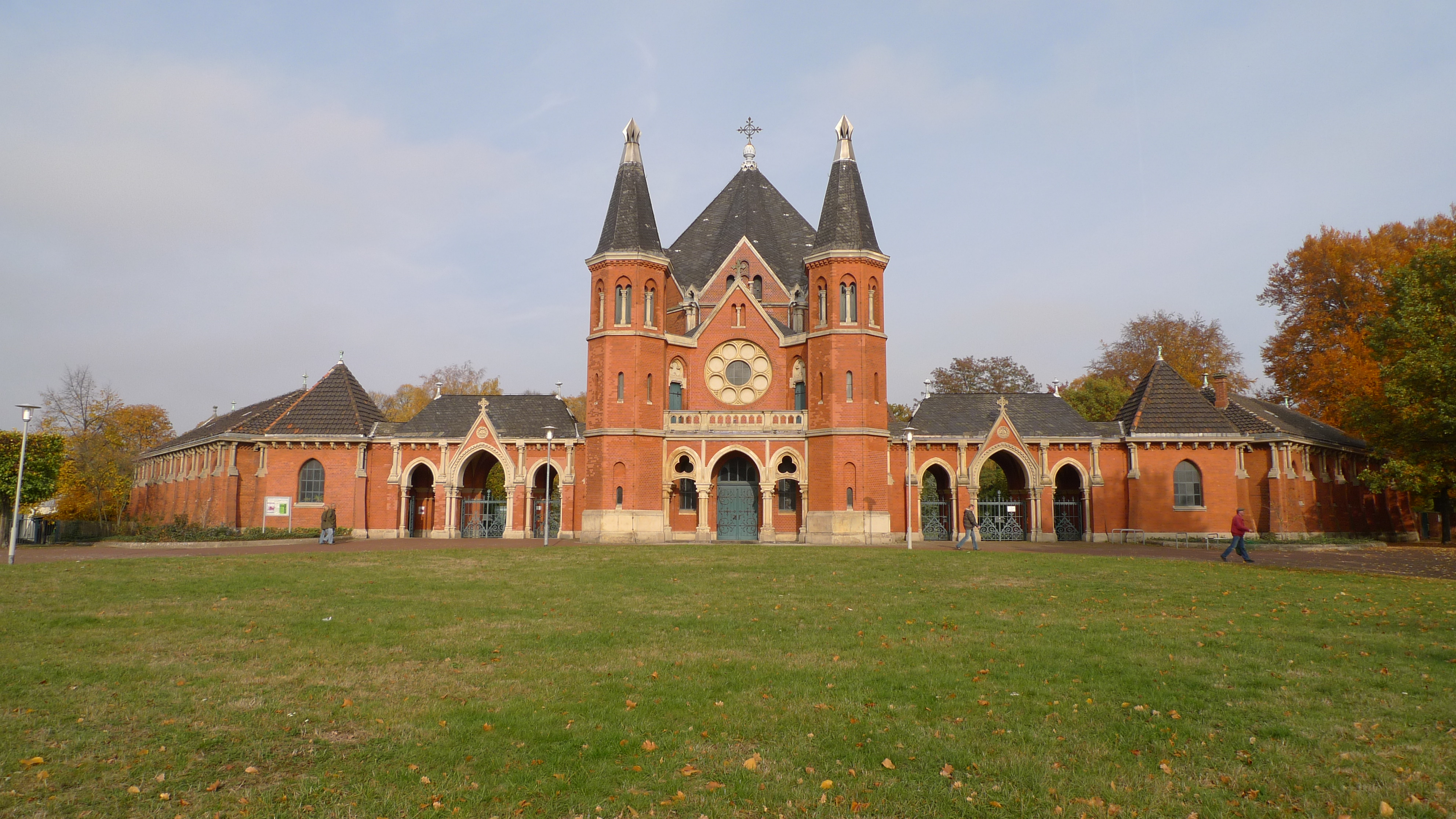
Hoofdingang begraafplaats Stöckener Friedhof